# Bruno 9li
Bruno 9LI (Fortaleza, 1980), também conhecido como Bruno Novelli, é pintor e artista visual residente em São Paulo. Articulando uma ampla gama de imaginários e símbolos que transitam entre o tropical, o místico e o ficcional, a produção de Bruno 9LI se desenvolve em diferentes técnicas como pintura, desenho e artes gráficas.